# Comté de Miami (Indiana)
Pour les articles homonymes, voir Comté de Miami.
Le comté de Miami (en anglais : Miami County) est un comté américain de l'État de l'Indiana. Il compte 36 903 habitants en 2010. Son siège est Peru.

## Comtés adjacents
Le comté de Miami est entouré du comté de Fulton au nord-ouest, du comté de Wabash à l'est, du comté de Grant au sud-est, du comté de Howard au sud et du comté de Cass à l'ouest.